# Savagnin rose
Le savagnin rose Rs, ou traminer pour les germanistes, appelé aussi klevener de Heiligenstein en Alsace, est un cépage de cuve à pellicule rose.

## Histoire
Ce cépage provient probablement du village de Tramin dans le Tyrol italien. Cette origine a donné son nom à la famille des Traminers.
Rapporté en 1742 d'Italie par le bourgmestre du village de Heiligenstein (dans le Bas-Rhin, en France), ce cépage est cultivé en Alsace sous le nom de klevener de Heiligenstein dans ce village et ses environs. En Belgique, il est autorisé dans l'AOC Côtes de Sambre et Meuse .

## Caractères ampélographiques

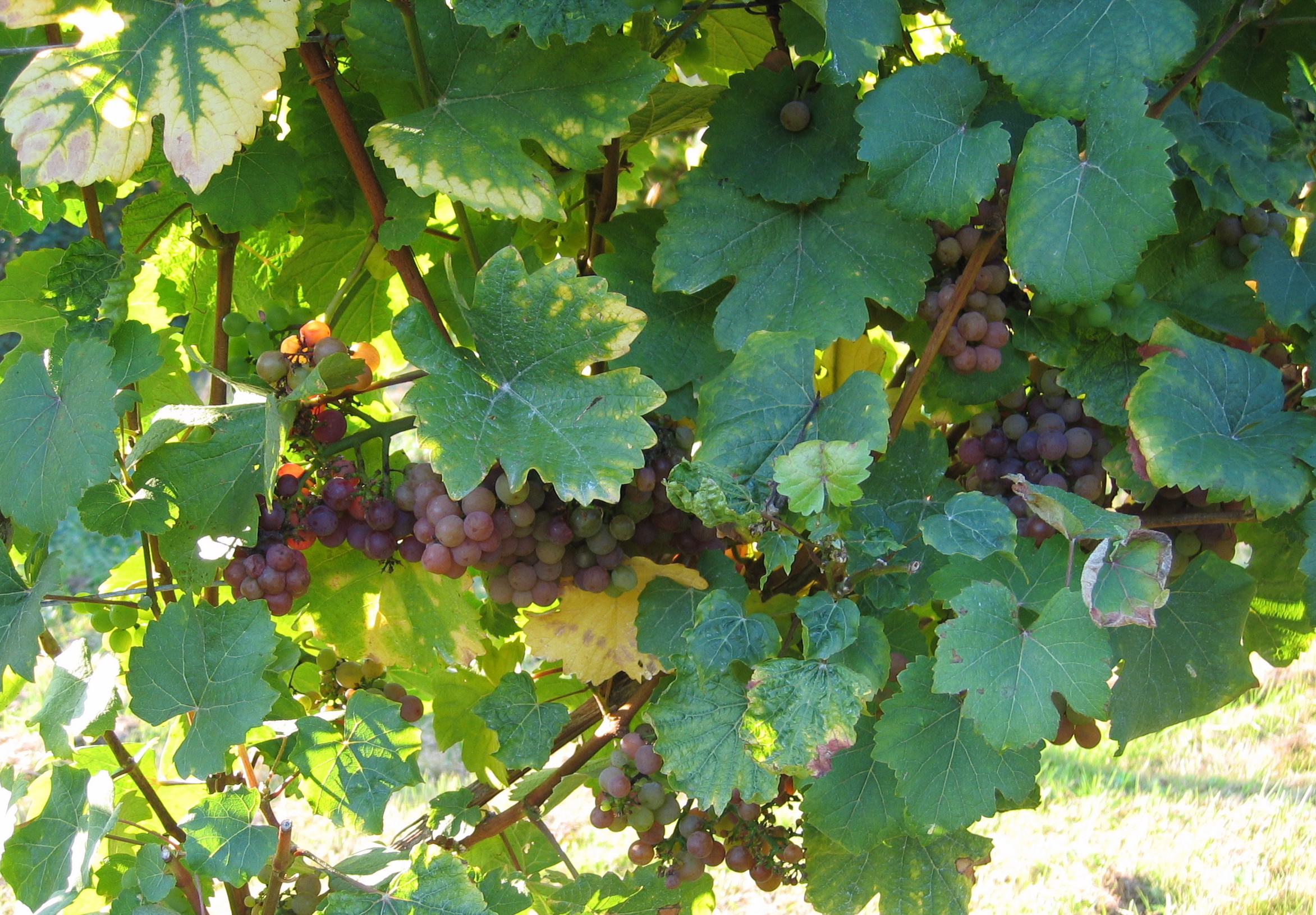
Vigne de savagin rose.

L'extrémité du jeune rameau est très velue.
Les feuilles adultes sont de petite taille, trilobées, avec un sinus pétiolaire peu ouvert ou à bords chevauchants, des dents courtes ogivales, un limbe bullé et parfois gaufré et tourmenté.
Les grappes sont petites. Les baies sont petites et sphériques, de couleur jaune-doré.

## Aptitudes

### Culturales
Le savagnin est très bien adapté aux terroirs marneux comme ceux du Jura.

### Sensibilité aux maladies
Il se montre relativement résistant, en particulier vis-à-vis de la pourriture grise, grâce à sa pellicule épaisse.

### Technologiques
Son raisin permet la vinification de vins blancs.